# Hochschulring (Bremen)

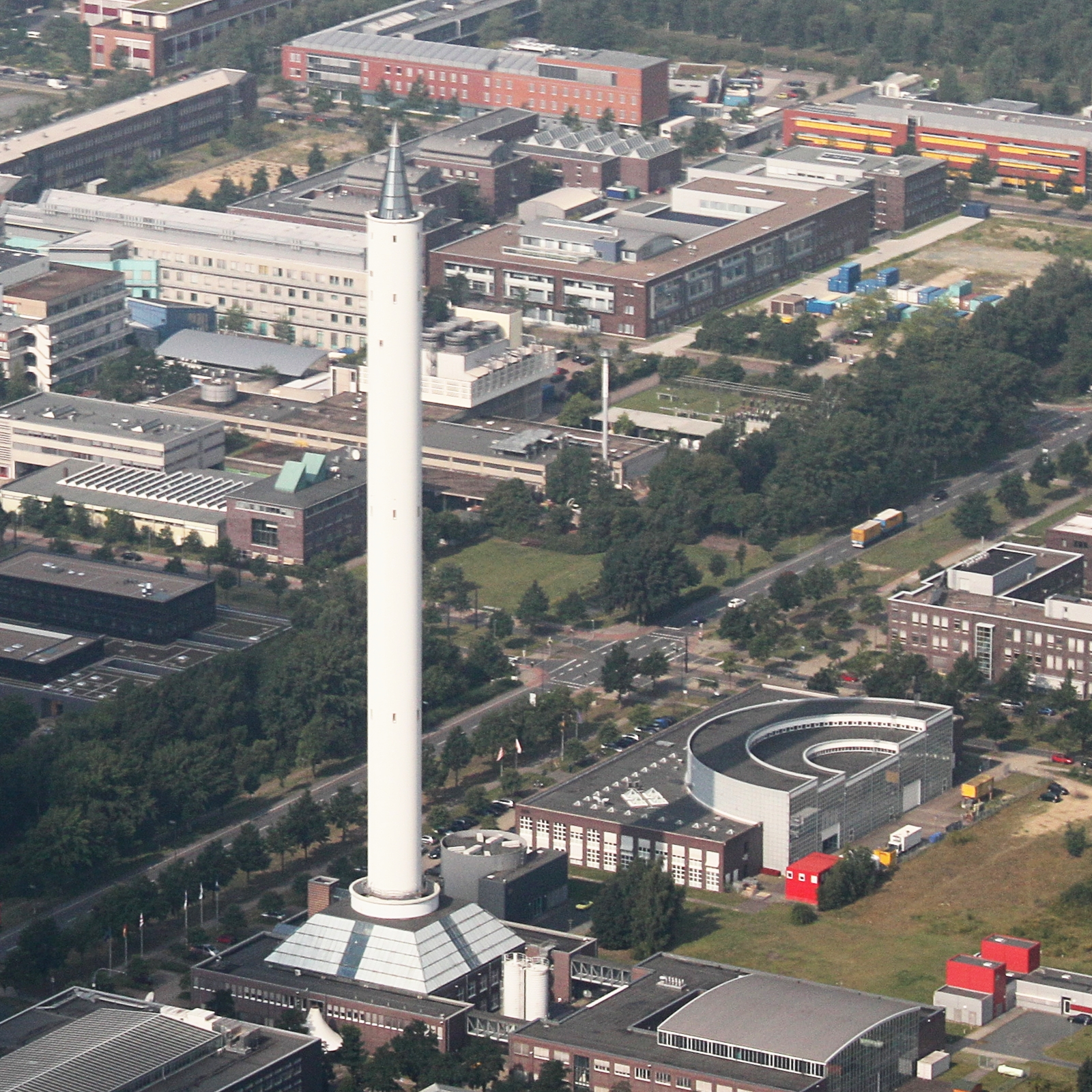
Fallturm, dahinter der Hochschulring, rechts das BIBA, hinten das IFAM

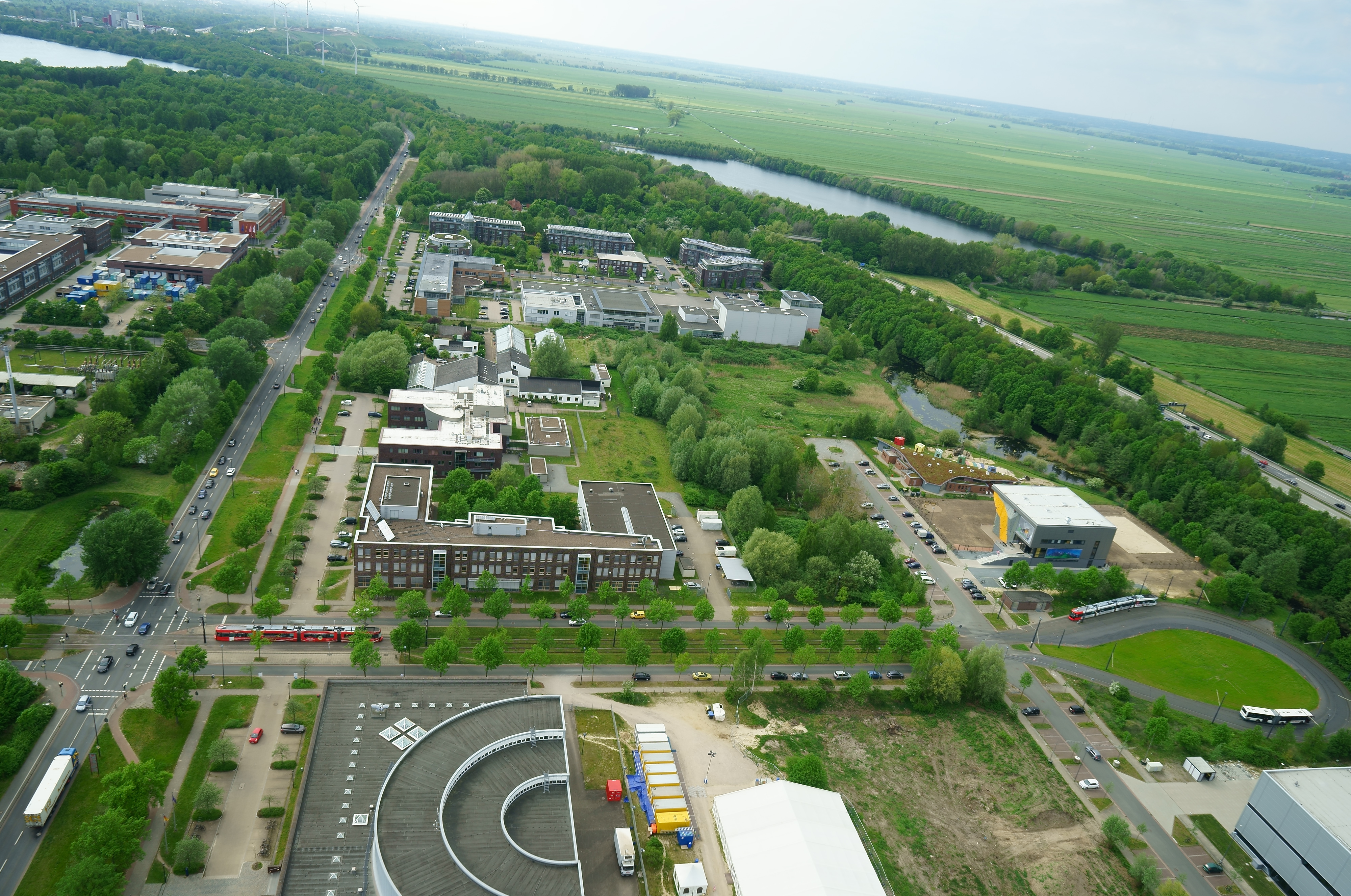
Hochschulring, rechts: Wendeschleife Linie 6, rechts oben: Kuhgrabensee

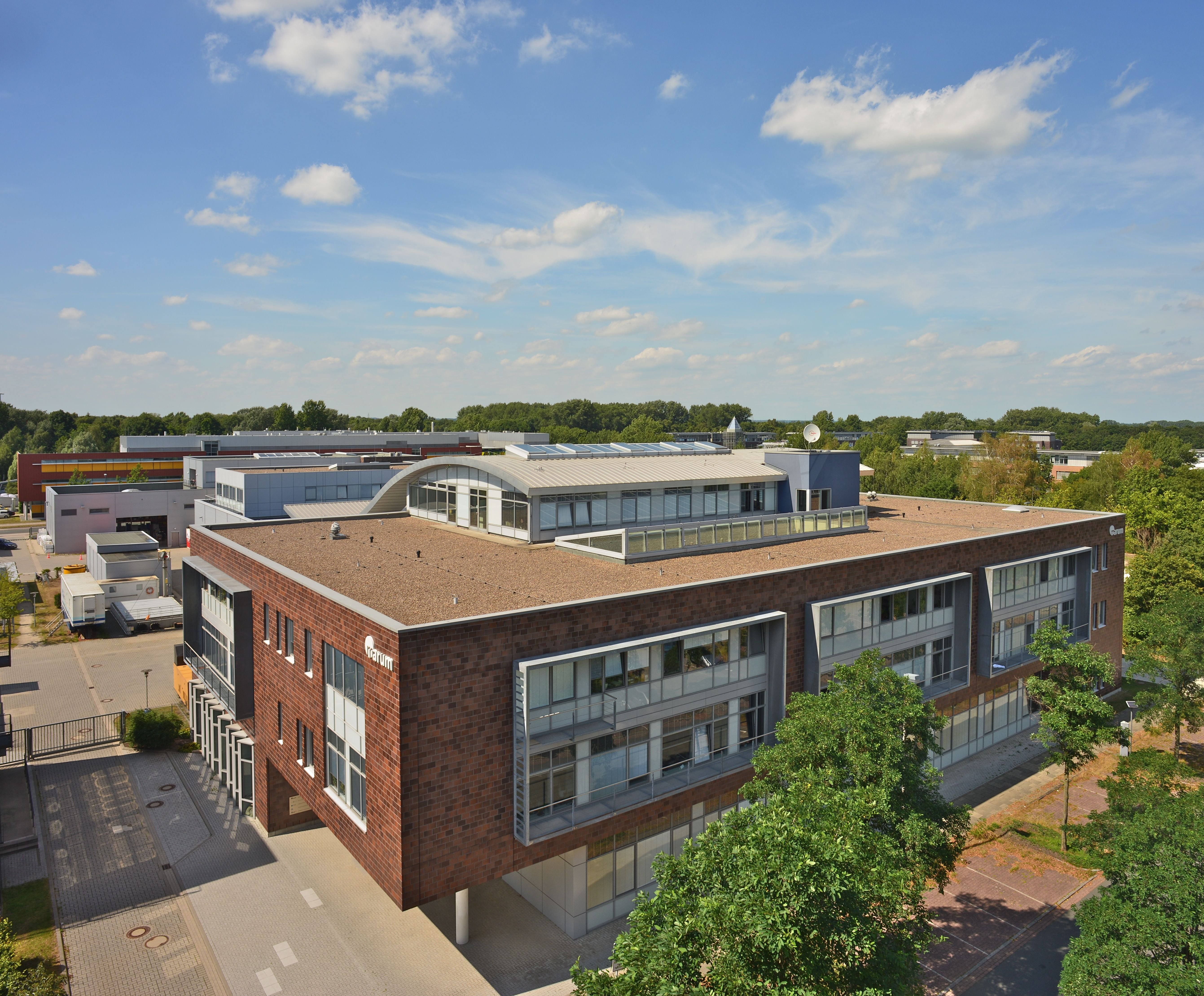
Leobener Straße: MARUM

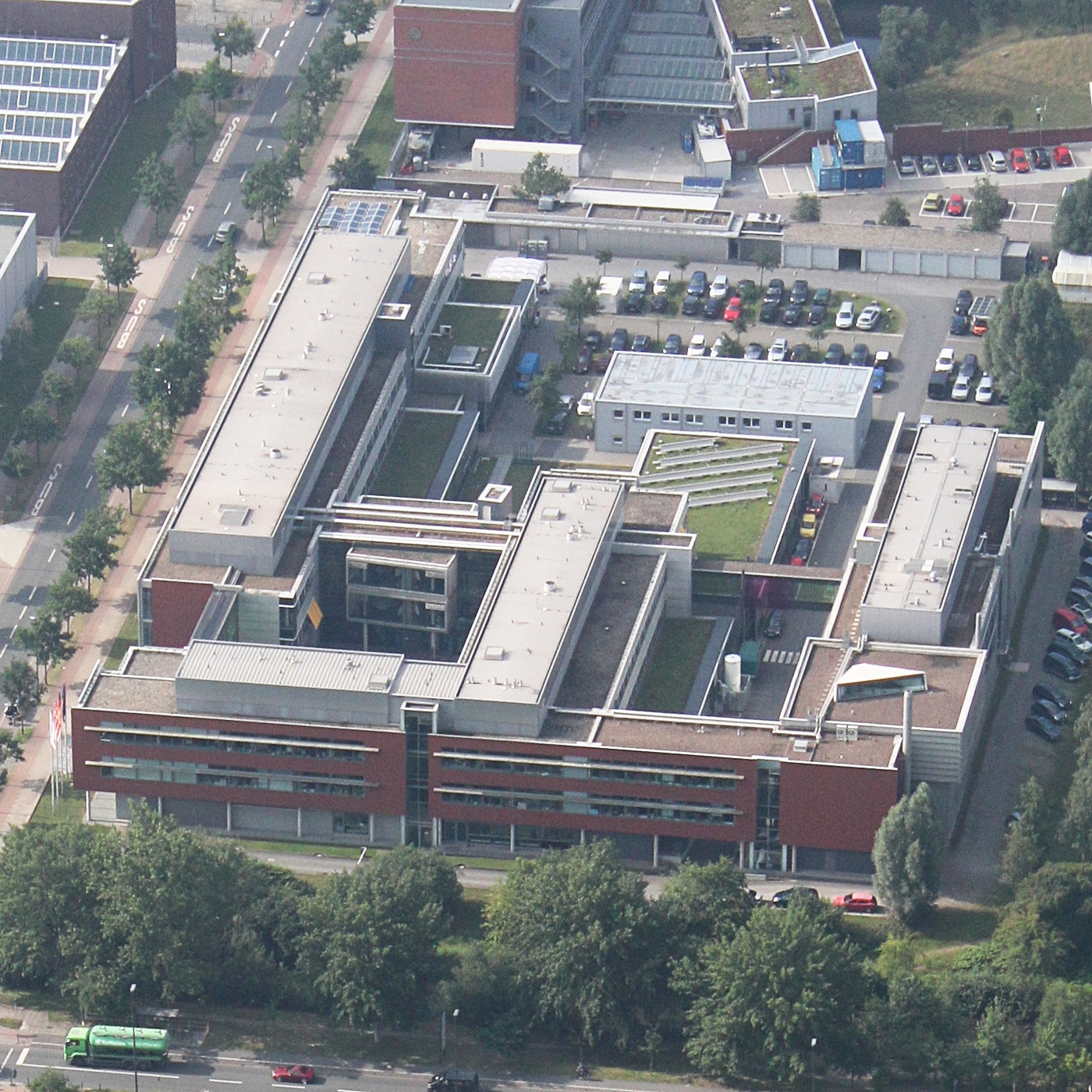
Wiener Str. 12: IFAM

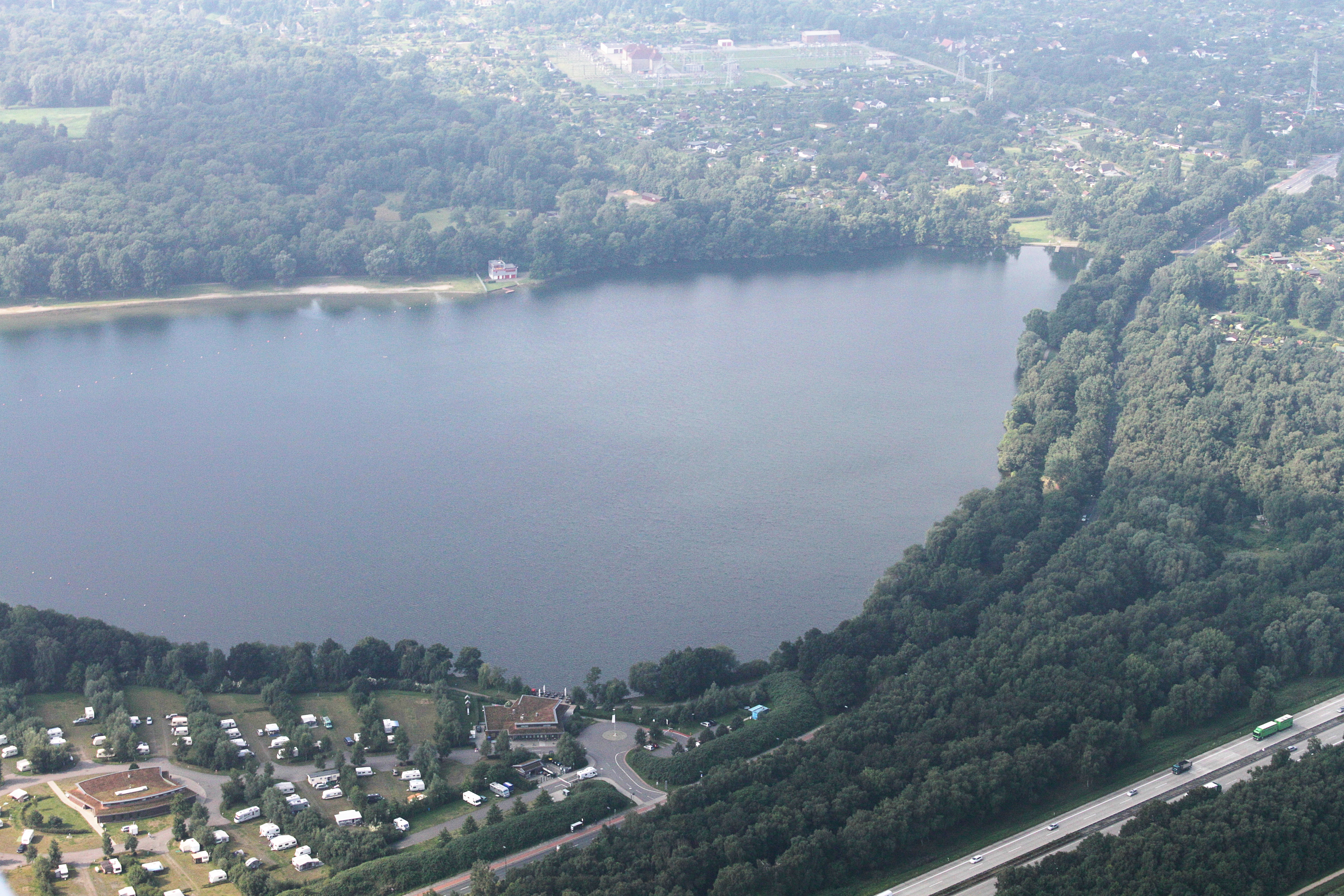
Luftaufnahme Stadtwaldsee

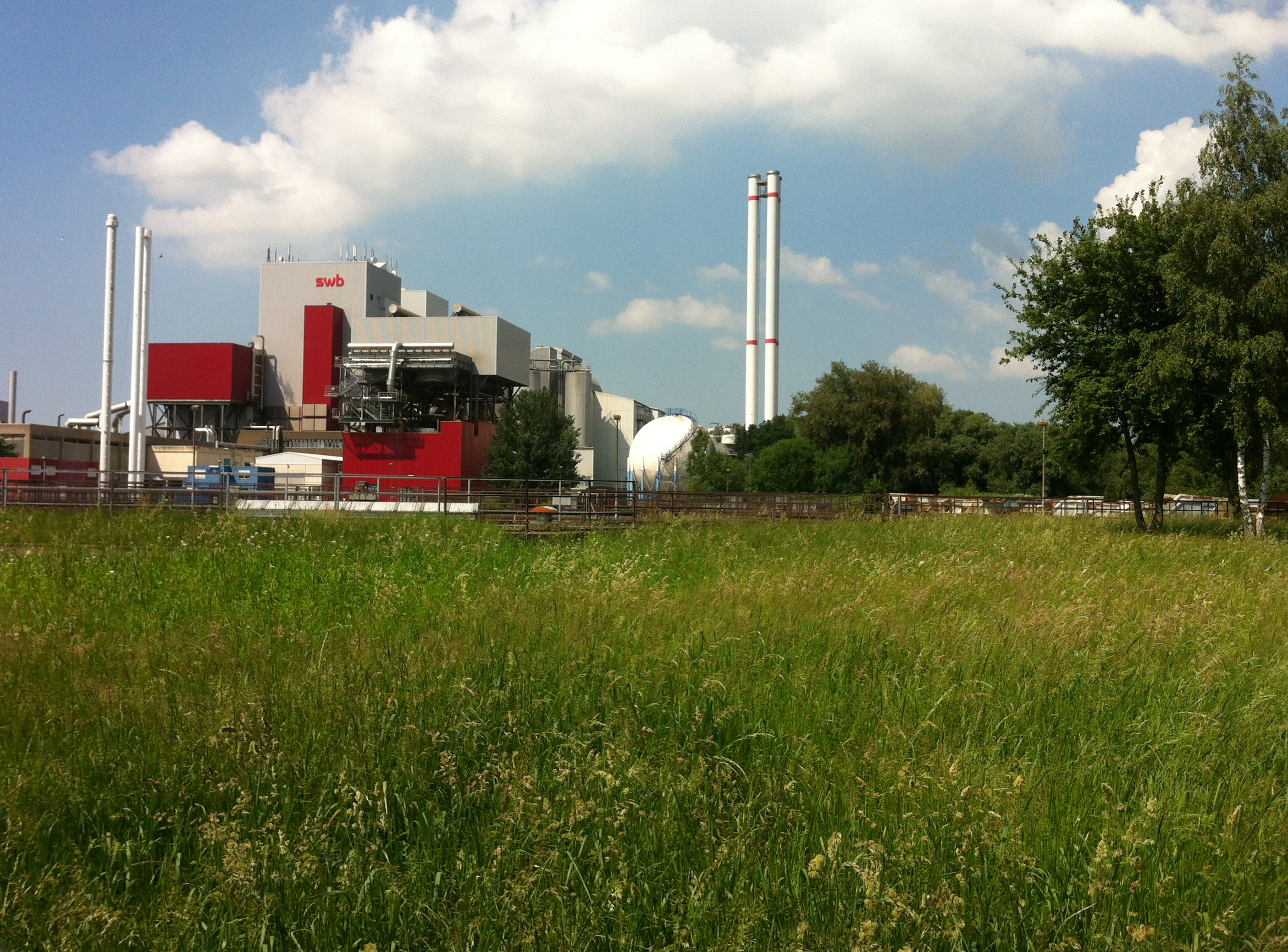
Müllheizkraftwerk Bremen

Der Hochschulring ist eine Erschließungsstraße in Bremen, Stadtteil Horn-Lehe, Ortsteil Lehe und Stadtteil Findorff, Ortsteil In den Hufen. Er führt in Ost-West-Richtung vom Autobahnzubringer Universität (A27) bis zum Autobahnzubringer Überseestadt in Findorff.
Er gliedert sich in die Teilbereiche
- Autobahnzubringer Universität bis Kuhgrabenweg am Kuhgraben
- und Kuhgrabenweg bis Autobahnzubringer Überseestadt in Findorff

Die Querstraßen und Anschlussstraßen wurden benannt u. a. nach österreichischen Städten sowie als Autobahnzubringer Universität, Linzer Straße, Badgasteiner Straße, Am Fallturm nach dem 146 Meter hohen Fallturm Bremen, Klagenfurter Straße, Am Biologischen Garten 1990 nach der Einrichtung der Universität, Leobener Straße, Wiener Straße, Wilhelm-Herbst-Straße 1992 nach dem Zahnarzt, Erfinder, Unternehmer und Gründer der BEGO (1842–1917), Kuhgrabenweg nach dem 1277 erwähnten Kograve (= Kuhgraben) als Grenzgraben (ndt. Ko = Grenze), Am Stadtwaldsee nach dem Baggersee am Bremer Stadtwald, unbenannter Weg, Wetterungsweg nach einer Feldmark im Blockland und einen ehem. Dorf, Ernaweg nach dem Vornamen, Blocklander Hemmstraße nach dem ehem. Dorf Hemme im Blockland, Am Neuwerk nach dem , Hemmstraße nach dem 1139 erwähnten Dorf Wallerhemme im Niederblockland, Bei den Oken nach den Eichen (ndt. Oken), Ottilienweg (In den Hufen) nach dem Vornamen, Hoffnungsweg (unklar) und Autobahnzubringer Überseestadt (Bundesstraße 6); ansonsten siehe beim Link zu den Straßen.

## Geschichte

### Name
Der Hochschulring wurde um 1971 benannt zur Zeit der Gründung der Universität Bremen.

### Entwicklung
Die Generalplanung für den Bau der Universität erfolgte seit 1966 durch das Universitätsbauamt Bremen (UBA). In dem Marschgebiet musste etwa fünf Meter Marschboden durch Sand ausgetauscht werden; der 28,2 ha große Uni-See, später Stadtwaldsee benannt, und die „Uni-Wildnis“ entstanden dabei. 1971/72 wurde der Studienbetrieb aufgenommen. Der zentrale Bereich mit der Staats- und Universitätsbibliothek Bremen, dem Zentralbereich (ZB), der Mensa, GW 2, NW 2, dem Zentralen Mehrzweckhochhaus (MZH) und danach den Sportbauten im Osten wurde zwischen 1974 und 1976 fertiggestellt. Am Hochschulring entstanden dann die weiteren Bauten für die Universität, für Institute und Firmen in dem seit 1988 auch so benannten Technologiepark Bremen mit 550 Unternehmen, Instituten und Forschungseinrichtungen.
Die Universität hatte um 2017 rund 19.500 Studenten und rund 3500 Mitarbeiter sowie einen Jahresetat von 344 Mio. Euro.

### Verkehr
Die Straßenbahn Bremen kreuzt mit der Linie 6 (Universität-Nord – Flughafen-Süd) die Straße.
Im Nahverkehr in Bremen durchfahren die Buslinien 28 (Überseestadt ↔ Universität-Nord), teilweise 22 (Kattenturm-Mitte ↔ Universität-Ost) und 31 (Borgfeld Ost ↔ Horn ↔ Nedderland) und es kreuzt die Linie 21 (Blockdiek ↔ Sebaldsbrück ↔ Universität-Nord) die Straße.
.

## Gebäude und Anlagen
An der Straße stehen überwiegend zwei- bis viergeschossige Gebäude der Universität, der Institute und der Firmen.
Erwähnenswerte Gebäude und Anlagen
Nordseite:
- Linzer Straße Nr. 3: 4-gesch. Gebäude der Deutschen GVZ-GmbH und der Brüel & Kjaer GmbH
- Linzer Straße Nr. 4: 2-gesch. Gebäude des Zentrums für Medien-, Kommunikations- und Informationsforschung (ZeMKI) der Universität von 2011
- Linzer Straße Nr. 5: 4-gesch. Gebäude der Techem Energy Services GmbH
- Linzer Straße Nr. 8: 2-gesch. Gebäude der Convivo Unternehmensgruppe
- Hochschulring Nr. 40: 2-gesch. Bürohaus der STZ Bremen
- Am Fallturm Nr. 1: 4-gesch. Gebäude mit u. a. des Fraunhofer-Instituts für Digitale Medizin MEVIS
- Am Fallturm Nr. 2: 2-gesch. Gebäude der ZARM Fallturm-Betriebsgesellschaft mit dem 146 Meter hohen Fallturm Bremen von 1990 nach Plänen von Rosengart und Partner
- Hochschulring Nr. 20: 2- und 3-gesch. Gebäude mit u. a. dem Bremer Institut für Produktion und Logistik (BIBA) von 1992 nach Plänen von Oswald Mathias Ungers[1]
- Am Biologischen Garten Nr. 2: 3-gesch. Faserinstitut Bremen
- Hochschulring Nr. 18: 3-gesch. Gebäude der Universität Bremen, Cognium
- Am Biologischen Garten Nr. ?: 1-gesch. Gebäude des Biologischen Gartens der Universität von um 1980 nach Plänen von Oberbaurat Peukert (UBA)
- Wilhelm-Herbst-Straße: 3-gesch. Gebäude der BEGO (Bremer Goldschlägerei)
- Hochschulring Nr. 6: 2-gesch. Gebäude der Denkfabrik Digital
- Hochschulring Nr. 4: 3-gesch. Gebäude der Universität: Fachbereich Wirtschaftswissenschaft (FB7) und WING
- Kuhgraben Richtung Autobahn, Kuhgrabensee, Untere Wümme und Landhaus Kuhsiel
- Kuhgrabenweg Nr. 30: 1-gesch. Gaststätte Zum Platzhirsch
- Fernwärmetrasse vom Müllheizkraftwerk Bremen zur Universität
- Müllheizkraftwerk von 1969, erweitert 2004, betrieben von der swb AG: Das MHKW produziert Fernwärme von rund 200.000 MWh und über 75.000 MWh Grundlaststrom pro Jahr. Es können jährlich bis zu 550.000 Tonnen Abfälle verbrannt werden.[2]

Südseite:
- Badgasteiner Straße Nr. 1a: Sportplätze, Sportbauten der Universität und Sportbad Uni von um 1976 nach Plänen der Planungsgruppe Medium sowie Halle des Bundesleistungszentrums für Rhythmische Sportgymnastik von 1991 nach Plänen von Roland Kutzki (HBA)
- Badgasteiner Straße Nr. 11: 3-gesch. Gebäude der International School of Bremen (ISB) von 2011 nach Plänen von Thomas Klumpp[3]
- Klagenfurter Straße Nr. 5: 3-gesch. Gebäude des Bremer Instituts für angewandte Strahltechnik (BIAS) Institut von 1977 sowie  Institut für Licht und optische Technologien (LION) von 2014 nach Plänen von ksg architekten und stadtplaner, Köln.[4]
- Klagenfurter Straße Nr. ?: 2-gesch. Betriebsgebäude der Universität von 1974
- Leobener Straße Nr. 8: 3-gesch. Gebäude des Zentrums für Marine Umweltwissenschaften der Universität Bremen (MARUM) von 2001
- Wiener Straße Nr. 41: 2-gesch. Institutsgebäude
- Wiener Straße Nr. 12: 3-gesch. Fraunhofer-Institut für Fertigungstechnik und Angewandte Materialforschung (IFAM) von 2013 nach Plänen von Jürgen Brenner & Partner, Stuttgart[5]
- Kuhgraben Richtung Stadtwald
- Feuer- und Rettungswache 7[6]
- 11,4 Hektar großes Naturschutzgebiet Am Stadtwaldsee (Uni-Wildnis)
- Am Stadtwaldsee Nr. 1: 1-gesch. Häuser des Campingplatzes HanseCamping Bremen
- Stadtwaldsee von 1970: 28,2 ha groß, bis 16,5 m tief, mit östlichen FKK-Strand, südlichen Liegewiesen und Sandstrand, westlichem Gebiet zum Surfen, Angeln und Tauchen.
- Kleingartengebiet der Kleingärtnergemeinschaft Eiche